# Noise

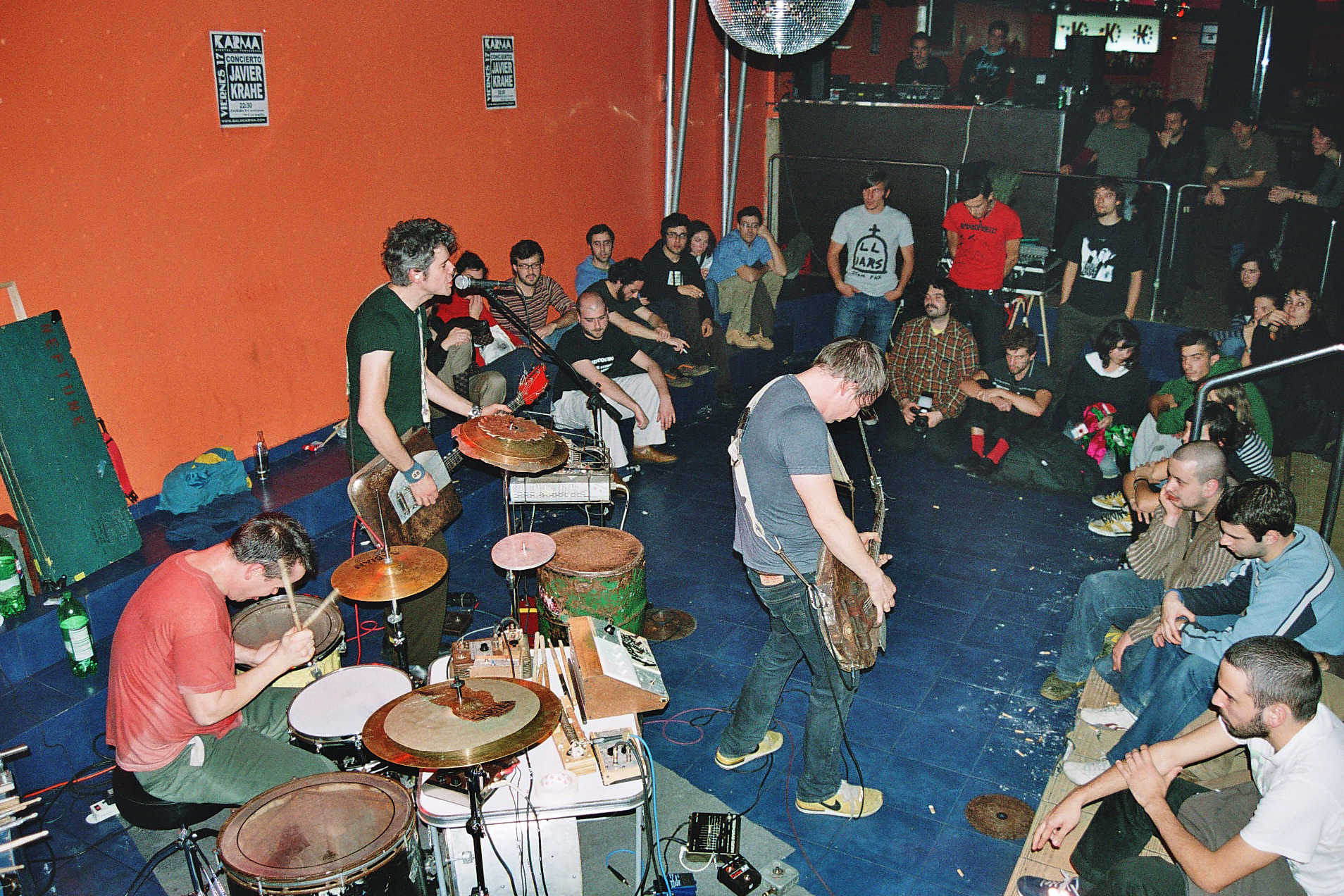
Neptune

Noise är en musikgenre som använder ljud som, under normala omständigheter, är ansedda som obehagliga eller plågsamma. Musikgenrens namn, noise, eller oljud på svenska, är av en del ansett som en motsägelse, för att "oljud" är vanligtvis definierat som oönskat eller ofrivlligt ljud, och musik motsatsen. Den inom noise-subkulturen kände artisten Masami Akita (Merzbow), svarade på detta: "Om du med oljud (noise) menar obehagligt ljud, då är popmusik oljud för mig." Noise är inte nödvändigtvis "oljud" för lyssnarna, även om det mer allmänt talat kan klassas som det. Noise utgör vanligen en del av industriscenen, men behöver inte tillhöra den.

## Exempel på noisemusiker
- Masonna
- Merzbow